# Давиташвили, Александр
Александр Давиташвили (груз. ალექსანდრე დავითაშვილი; род. 1 июля 1974 или 21 июня 1974, Ахмета) — грузинский самбист и дзюдоист, представитель тяжёлой и абсолютной весовых категорий. Выступал за сборную Грузии по дзюдо в период 1994—2009 годов, трижды бронзовый призёр чемпионатов Европы по дзюдо, победитель и призёр этапов Кубка мира по дзюдо, бронзовый призёр чемпионата мира по самбо 2010 года, участник соревнований по дзюдо летних Олимпийских игр в Сиднее. Также известен как спортивный функционер, президент Федерации дзюдо Грузии.

## Биография
Александр Давиташвили родился 1 июля 1974 года в городе Ахмета Грузинской ССР.
Первого серьёзного успеха на взрослом международном уровне добился в сезоне 1994 года, когда вошёл в основной состав грузинской национальной сборной и побывал на чемпионате Европы в Гданьске, откуда привёз награду бронзового достоинства, выигранную в абсолютной весовой категории.
В 1996 году одержал победу на чемпионате Грузии по дзюдо в зачёте тяжёлого веса.
В 2000 году стал бронзовым призёром европейского первенства во Вроцлаве, попал в число призёров на этапах Кубка мира в Москве, Софии и Варшаве. Благодаря череде удачных выступлений удостоился права защищать честь страны на летних Олимпийских играх в Сиднее, однако уже в стартовом поединке категории свыше 100 кг потерпел поражение от представителя Турции Селима Татароглу и сразу же выбыл из борьбы за медали.
После сиднейской Олимпиады Давиташвили остался в составе дзюдоистской команды Грузии и продолжил принимать участие в крупнейших международных соревнованиях. Так, в 2001 году он добавил в послужной список бронзовую награду, полученную в тяжёлом весе на чемпионате Европы в Париже.
В 2002 году, одержав победу в зачёте грузинского национального первенства, затем поборол всех соперников на домашнем этапе Кубка мира в Тбилиси. На европейском первенстве в Мариборе занял седьмое место в личном зачёте и первое место в командном зачёте, тогда как на командном чемпионате мира в Базеле вместе с партнёрами по сборной стал вторым.
В сезоне 2003/04 отметился победой на командном чемпионате Европы в Лондоне, первенствовал на домашнем этапе Кубка мира в Тбилиси, расположился на пятой строке в итоговом протоколе абсолютного чемпионата Европы в Будапеште.
В 2005 году победил в тяжёлом весе на этапе мирового кубка в Праге.
Последний раз показывал сколько-нибудь значимые результаты на международном уровне в сезоне 2009 года, когда стал бронзовым призёром чемпионата Грузии в Кутаиси и выступил на этапе Кубка мира в Тбилиси, где в 1/8 финала тяжёлого веса был побеждён японцем Хироки Татиямой.
Помимо участия в соревнованиях, Александр Давиташвили также проявил себя как спортивный функционер. Занимал должность президента Федерации дзюдо Грузии.